# Salix reticulata

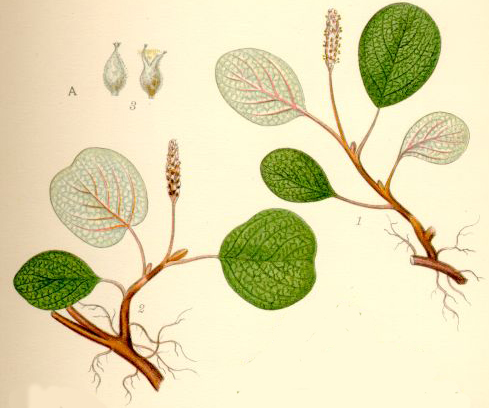
Salix reticulata

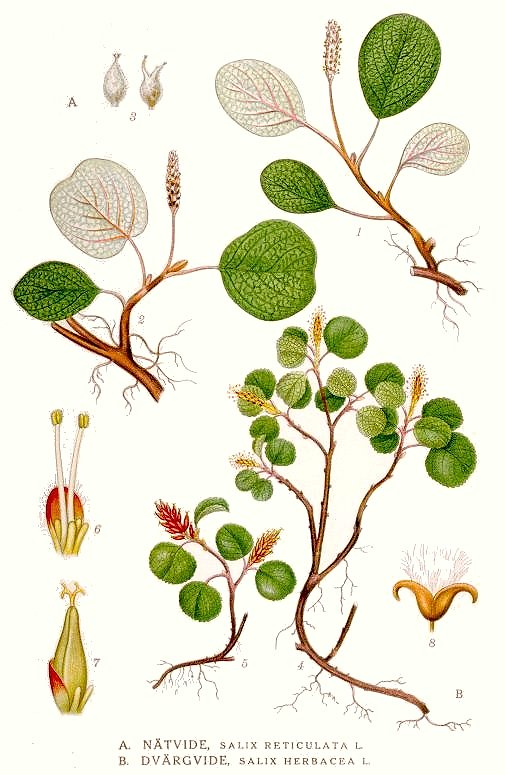
Il·lustració

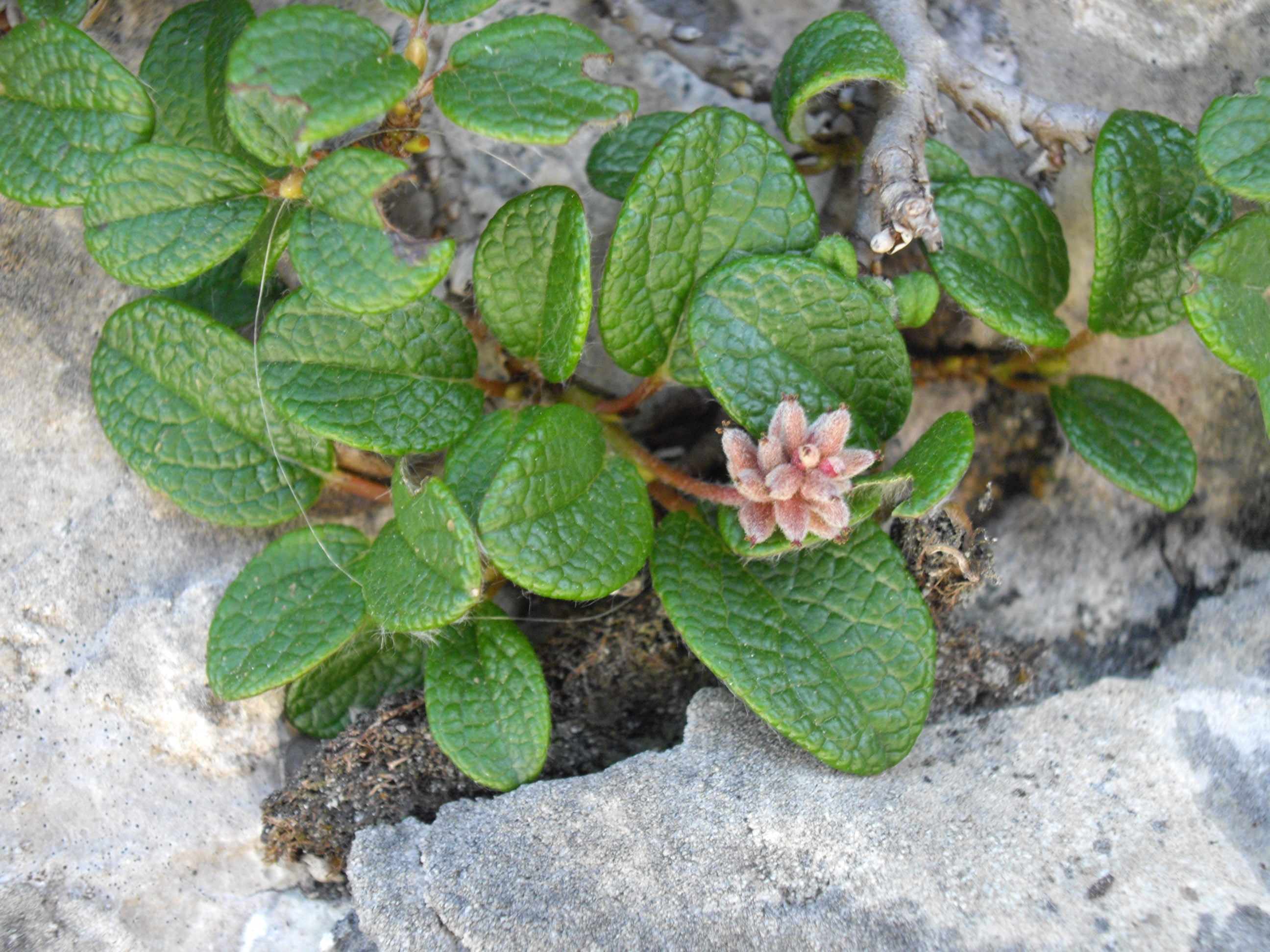
Al seu hàbitat

Salix reticulata, és una espècie de salze nan reticulat. És un arbust postrat que floreix a l'estiu.

## Hàbitat
A l'alta muntanya, generalment només per sobre del límit arbori des de 1700 fins a 2500 m d'altitud; ocasionalment arriba fins als 3.000 m. Sobre sòls calcaris i rocosos molt de temps coberts per la neu com a planta pionera.

## Distribució
Planta àrtica alpina. A Euràsia excepte Islàndia i les illes Svalbard. Es troba als Pirineus però manca al Caucas i l'Himàlaia. Durant la darrera glaciació el salze nana reticulat estva distribuït a les zones de baixa altitud d'Europa, on la temperatura mitjana anual era uns 10 °C inferior a la de l'actualitat. L'epítet específic reticulata, fa referència a la forma de xarxa dels nervis de les seves fulles.

## Varietats botàniques acceptades
- Salix reticulata var. nana Andersson
- Salix reticulata var. reticulata

## Sinònims
- Salix orbicularis Andersson[3]